# ドブルイニンスカヤ駅
座標: 北緯55度43分44秒 東経37度37分22秒 / 北緯55.729001度 東経37.622809度
ドブルイニンスカヤ駅（ドブルイニンスカヤえき、ロシア語: Добрынинская）は、モスクワ地下鉄5号線環状線の駅。1950年1月1日開業。

## 駅の場所
セルプホフスカヤ広場に位置しており、かつては駅名も「セルプホフスカヤ駅」（ロシア語: Серпуховская）という名前であった。

## 歴史
1950年1月1日、環状線（パールク・クリトゥールイ駅 - クールスカヤ駅 間）の開通とともに「セルプホフスカヤ駅」として開業した。環状線はその後1954年に全線開通し、その名のとおり環状線として完成している。
1961年6月6日、駅名を「セルプホフスカヤ駅」から現在の「ドブルイニンスカヤ駅」に改名した。これはペテル・ドブルイニンにちなんで付けられた。
1983年、セルプホーフスコ＝チミリャーゼフスカヤ線のセルプホフスカヤ駅が開業し、ドブルイニンスカヤ駅と接続された。
2006年12月22日、駅の出入り口が閉鎖され、老朽化したエスカレータの取り替え工事や新しい自動改札機の導入、安全強化、さらには駅の装飾の修繕が行われた。閉鎖は18ヶ月にわたり、2008年6月11日に再オープンした。

## 乗り換え
- セルプホフスカヤ駅（モスクワ地下鉄9号線）